# Elias Gottlob Haussmann
Elias Gottlob Haussmann, även Hausmann eller Haußmann, född 1695 i Gera?, död 11 april 1774 i Leipzig, var en tysk konstnär som tillhör den senare barockstilen.
Haussmann började sin utbildning hos sin far. Med understöd av lantgreve Ernst Ludvig av Hessen-Darmstadt gjorde han 1717 en studieresa genom Tyskland. Mellan 1720 och 1722 var han porträttmålare i Leipzig. 1723 utnämndes Haussmann i Dresden till hovmålare. 1725 flyttade han åter till Leipzig och övertog Anton Graffs målarskola.
Kända porträtt av Haussmann visar trumpetspelaren Gottfried Reiche, författaren Luise Gottsched och framförallt kompositören Johann Sebastian Bach.

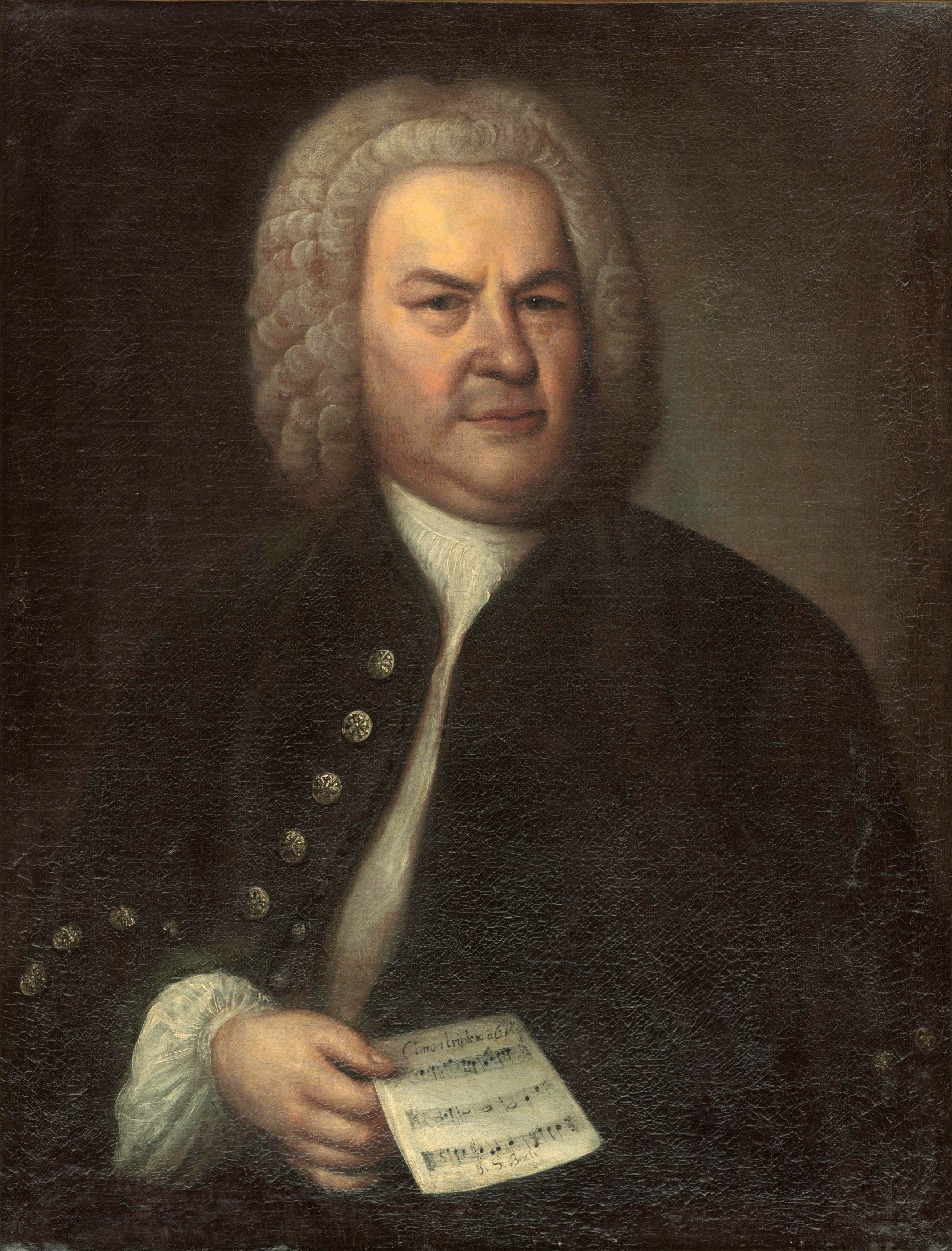
Johann Sebastian Bach, oljemålning av E. G. Haussmann 1746, ändrad genom flera restaureringar
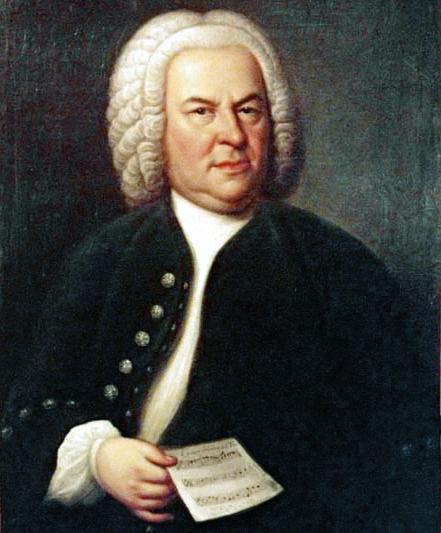